# Altyn Asyrmeer
Het Altyn Asyr meer (Nederlands: Gouden Eeuw Meer ) is een groot kunstmatig meer aangelegd in Turkmenistan. Turkmenistan bestaat voor meer dan 80% uit woestijn, met dit project wil de Turkmeense overheid het landschap in cultuur brengen en het land economisch en sociaal vooruit helpen. Tegenstanders van het project wijzen vooral op mogelijke risico's voor het milieu en de spanningen die het project teweeg kan brengen in een regio met grote waterschaarste.

## Doelstellingen
In 2000 werden de werken in de Karakumwoestijn gestart. De oppervlakte van het nieuwe meer zou 1916 km² zijn en zou meer dan 132 miljard m³ water bevatten. Dit water wordt door verschillende irrigatiekanalen aangevoerd. Op woensdag 15 juli 2009 opende president Gurbanguly Berdimuhammedow tijdens een grootse ceremonie het eerste irrigatiekanaal waardoor het meer langzamerhand volloopt, men schat dat het meer over 13 jaar gevuld zal zijn. Het hele project zou over zo'n 15 jaar voltooid zijn. Als het project klaar zal zijn zou het volgens de president een oase zijn die vogels ander wild aantrekt. Er zouden katoenvelden worden aangelegd.
Er zijn ook plannen met het befaamde Britse architectenbureau RMJM om er een groots vijfsterrenhotel te bouwen en architecturaal hoogstaande villa's rond het nieuwe meer te bouwen. Het kunstmatig meer wordt gezien als een middel tegen toenemende desertificatie.

## Kritiek
Een grote groep milieudeskundigen ziet echter grote problemen in het project. Zo zou het aangevoerde water in het meer veel pesticiden en chemicaliën bevatten dat zodat de dieren, planten, de grond en de mensen in en rond het meer hier schade aan ondervinden. Indien men het water zuivert ziet men nog problemen in het project. Men verwacht dat heel veel water verloren zal gaan in de bodem of zal verdampen met een verzouting van de bodem tot gevolg. Dit geeft een tot gevolg dat er geen planten kunnen groeien.
Daarnaast vreest men ook een conflict met buurland Oezbekistan. Oezbekistan heeft nood aan de Amu Darya voor irrigatie om hun landbouw in stand te houden. De Amu Darya is een rivier die die van Turkmenistan neerwaarts naar Oezbekistan loopt. Als Turkmenistan besluit grote hoeveelheden water uit de Amu Darya af te leiden voor het Altyn Asyr meer dan zal dit desastreus zijn voor de Oezbeekse watervoorziening. Een oorlog tussen de twee landen is dan niet uitgesloten. Ook ziet men een verdere uitdroging van het Aralmeer in het verschiet om het kunstmatig meer gevuld te krijgen.